# Salle de sport de Kalev
La salle de sport Kalev (en estonien : Kalevi spordihall) est une salle multifonction du quartier de Juhkentali à Tallinn en Estonie. 

## Présentation
La salle construite en 1962 peut recevoir jusqu'à 1 780 personnes.
Le BC Kalev y est basé.
La salle accueille généralement des matchs de basket, mais aussi des entraînements et des compétitions de ligues mineures pour le volleyball, l'athlétisme, le futsal, le tennis et la gymnastique. 

## Galerie

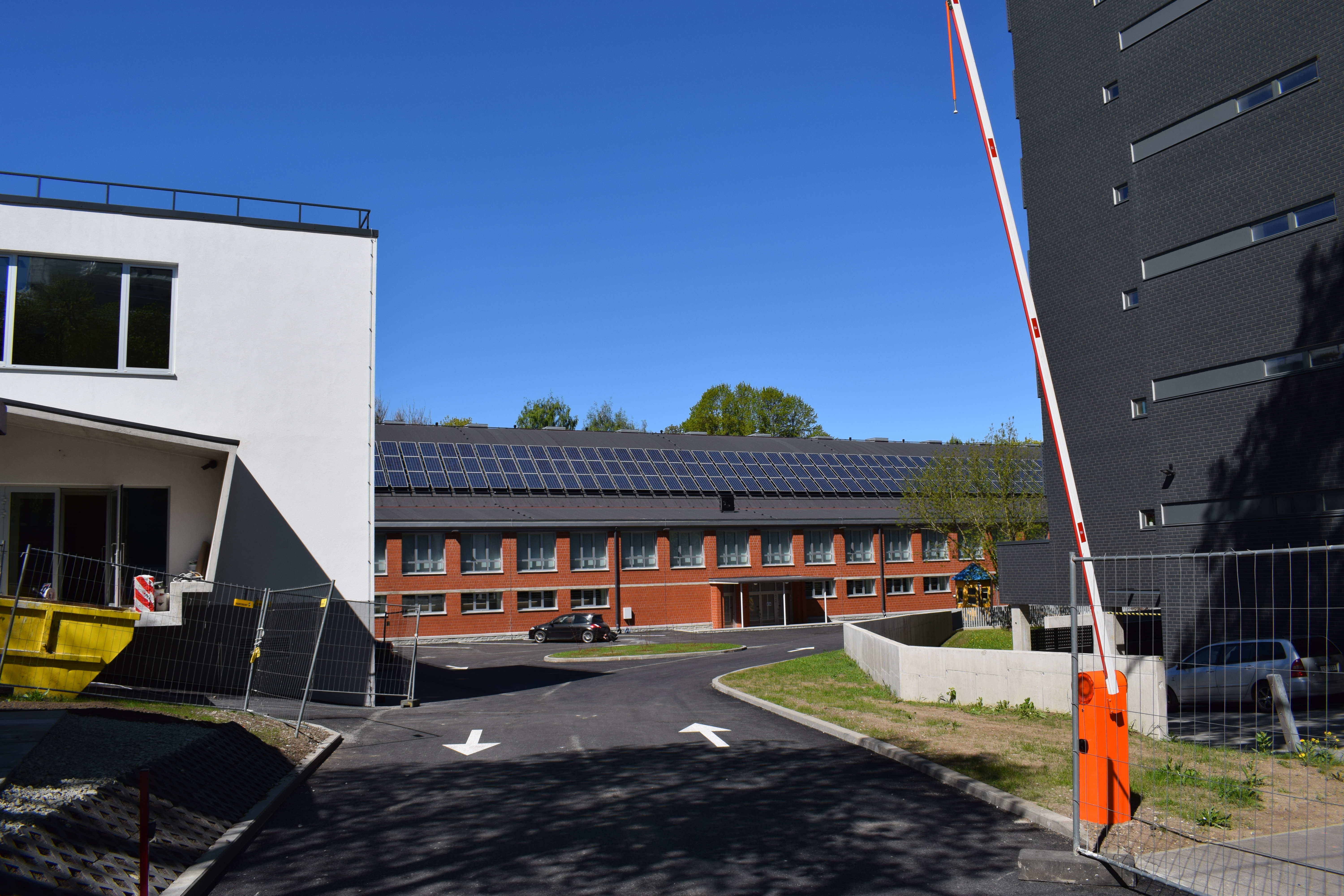
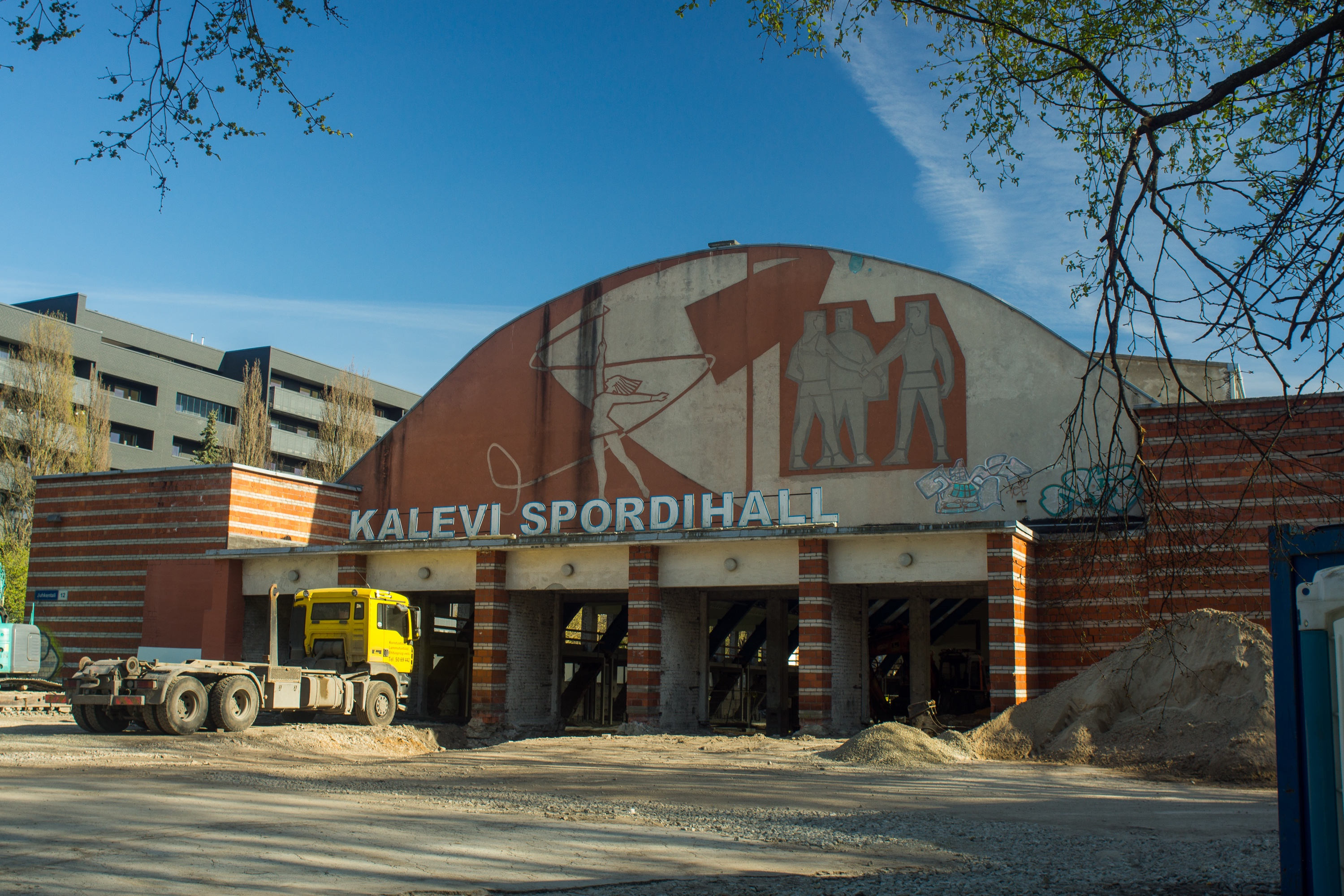